# Saycia cooki
Saycia cooki är en kräftdjursart. Saycia cooki ingår i släktet Saycia och familjen Sayciidae. Utöver nominatformen finns också underarten S. c. novaezealandiae.